# Vladislav Tretiak
Vladislav Tretiak (en rus: Владисла́в Третья́к) (Moscou, Unió Soviètica, 1952) és un jugador d'hoquei sobre gel rus, ja retirat. Jugava de porter i és considerat un dels millors jugadors de la història, posseïdor de quatre medalles olímpiques. El 2001 la Federació Internacional d'Hoquei va atorgar-li el títol de "Millor jugador d'hoquei del segle XX".

## Biografia
Va néixer el 25 d'abril de 1952 a la ciutat de Moscou, que en aquells moments era la capital de la Unió Soviètica i que avui en dia és la capital de Rússia. Els seus pares són del districte de Dmitrovsky. El seu pare va servir 37 anys com a pilot militar i la seva mare era professora d'educació física. Encara que inicialment va seguir el seu germà com a nedador, quan era nen, Tretiak va destacar en molts esports. No obstant això, com molts nens de la seva generació, estimava l'hoquei, i als 11 anys va entrar a la Escola Esportiva Infantil i Juvenil de l'Club Esportiu Central de l'Exèrcit (conegut per les sigles CSKA). Su primer entrenador fue Vitaly Erfilov.
Tretiak va contreure matrimoni amb Tatiana (nascuda el 1950) el 23 d'agost del 1972, sis setmanes després de conèixer-se. El seu primer fill, Dmitri, va néixer l'any següent i la seva filla, Irina, va néixer 3 anys després. Tatiana està qualificada com a professora de literatura russa, encara que ja no exerceix. Tretiak és un devot cristià ortodox rus.
El 1978 fou guardonat amb l'Orde de Lenin.
El 21 de desembre de 2012, va votar a favor de la "Llei Dima Yakovlev" a la Duma Estatal. Aquesta legislació prohibeix l'adopció de nens russos per part de ciutadans dels Estats Units. La legislació va ser la resposta al projecte de llei Magnitsky.

## Carrera esportiva
Inicià la seva carrera esportiva l'any 1968 en la secció d'hoquei del CSKA de Moscou, club que no abandonà fins al 1984, moment en el qual es retirà de la competició, i en el qual ocupà la posició de porter.
Va participar en els Jocs Olímpics d'Hivern de 1972 realitzats a Sapporo (Japó), on en representació de la Unió Soviètica aconseguí guanyar la medalla d'or. Repetí aquesta mateixa medalla en els Jocs Olímpics d'Hivern de 1976 realitzats a Innsbruck (Àustria), on fou l'abanderat soviètic. En els Jocs Olímpics d'Hivern de 1980 realitzats a Lake Placid (Estats Units) aconseguí la medalla de plata, perdent la final olímpica davant la selecció amfitriona en el denominat partit "Miracle sobre el gel". En els Jocs Olímpics d'Hivern de 1984 realitzats a Sarajevo (RFS Iugoslàvia) aconseguí novament el títol olímpic.
Al llarg de la seva carrera aconseguí guanyar 13 medalles en el Campionat del Món d'hoquei gel masculí, deu d'or, dues de plata i una de bronze. Al Campionat d'Europa d'hoquei gel també guanyà 13 medalles, nou d'or, tres de plata i una de bronze.
A nivell de clubs jugà al CSKA Moscou, amb qui guanyà nombrosos campionats soviètics. El 1983 va ser escollit pels Montreal Canadiens, però les autoritats soviètiques ho van impedir. Aquest va ser el principal motiu pel qual es va retirar l'any següent.
El 1989 fou inclòs al Hockey Hall of Fame, sent el primer rus i europeu en formar-ne part.

## Retirada i vida posterior
En finalitzar la seva carrera esdevingué directiu de la Federació russa d'hoquei sobre gel i mànager general de l'equip olímpic rus per als Jocs Olímpics d'Hivern de 2010 realitzats a Vancouver (Canadà). De 1998 a 2002 fou entrenador de la selecció russa. Juntament amb Irina Rodninà, va ser l'encarregat d'encendre la flama olímpica a la cerimònia d'obertura dels Jocs Olímpics a Sotxi de 2014.
El 2003 fou escollit diputat de la Duma en representació de la circumscripció de Saratov pel partit Rússia Unida, ocupant diversos càrrecs a partir d'aleshores. Des del 2006 és President de la Federació Russa d'Hoquei i des del 2018 membre del Comitè Executiu del Comitè Olímpic Rus.
El 2022 fou sancionat pel govern britànic amb relació a la guerra russo-ucraïnesa.

## Estadístiques

### Lliga soviètica
| Temporada       | Equip           | Lliga           | GP  | W  | L | T | MIN  | GA   | VI | PGC  |
| --------------- | --------------- | --------------- | --- | -- | - | - | ---- | ---- | -- | ---- |
| 1968–69         | CSKA Moscow     | soviètica       | 3   | —  | — | — | —    | 2    | —  | 0.67 |
| 1969–70         | CSKA Moscow     | soviètica       | 34  | —  | — | — | —    | 76   | —  | 2.24 |
| 1970–71         | CSKA Moscow     | soviètica       | 40  | —  | — | — | —    | 82   | —  | 2.03 |
| 1971–72         | CSKA Moscow     | soviètica       | 30  | —  | — | — | —    | 78   | —  | 2.60 |
| 1972–73         | CSKA Moscow     | soviètica       | 30  | —  | — | — | —    | 80   | —  | 2.67 |
| 1973–74         | CSKA Moscow     | soviètica       | 27  | —  | — | — | —    | 94   | —  | 3.48 |
| 1974–75         | CSKA Moscow     | soviètica       | 35  | —  | — | — | —    | 104  | —  | 2.97 |
| 1975–76         | CSKA Moscow     | soviètica       | 33  | —  | — | — | —    | 100  | —  | 3.03 |
| 1976–77         | CSKA Moscow     | soviètica       | 35  | —  | — | — | —    | 98   | —  | 2.80 |
| 1977–78         | CSKA Moscow     | soviètica       | 29  | —  | — | — | —    | 72   | —  | 2.48 |
| 1978–79         | CSKA Moscow     | soviètica       | 40  | —  | — | — | —    | 111  | —  | 2.78 |
| 1979–80         | CSKA Moscow     | soviètica       | 36  | —  | — | — | —    | 85   | —  | 2.36 |
| 1980–81         | CSKA Moscow     | soviètica       | 18  | —  | — | — | —    | 32   | —  | 1.78 |
| 1981–82         | CSKA Moscow     | soviètica       | 41  | 34 | 4 | 3 | 2295 | 65   | 6  | 1.70 |
| 1982–83         | CSKA Moscow     | soviètica       | 29  | 25 | 3 | 1 | 1641 | 40   | 6  | 1.46 |
| 1983–84         | CSKA Moscow     | soviètica       | 22  | 22 | 0 | 0 | 1267 | 40   | 4  | 1.89 |
| Total soviético | Total soviético | Total soviético | 482 | —  | — | — | —    | 1158 | —  | 2.31 |

### Internacionalmente
| Año            | Equip                                                   | Evento         | GP | W | L | T | MIN  | GA  | VI | PGC  |
| -------------- | ------------------------------------------------------- | -------------- | -- | - | - | - | ---- | --- | -- | ---- |
| 1968           | Selecció d'hoquei sobre gel sub-20 de la Unió Soviètica | EJC            | 1  | — | — | — | 20   | 1   | 0  | 3.00 |
| 1969           | Unió Soviètica                                          | EJC            | 2  | — | — | — | —    | —   | —  | —    |
| 1970           | Unió Soviètica                                          | EJC            | 2  | — | — | — | —    | —   | —  | —    |
| 1970           | Selecció de la Unió Soviètica                           | WC             | 6  | — | — | — | 215  | 4   | —  | 1.12 |
| 1971           | Unió Soviètica                                          | EJC            | 3  | — | — | — | 180  | 5   | —  | 1.67 |
| 1971           | Unió Soviètica                                          | WC             | 5  | — | — | — | 241  | 6   | —  | 1.49 |
| 1972           | Unió Soviètica                                          | Jocs Olímpics  | 4  | — | — | — | 240  | 10  | —  | 2.50 |
| 1972           | Unió Soviètica                                          | WC             | 8  | — | — | — | 430  | 15  | —  | 2.09 |
| 1972           | Unió Soviètica                                          | SS             | 8  | — | — | — | 480  | 31  | —  | 3.87 |
| 1973           | Unió Soviètica                                          | WC             | 7  | — | — | — | 420  | 14  | —  | 2.00 |
| 1974           | Unió Soviètica                                          | WC             | 8  | — | — | — | 440  | 12  | —  | 1.64 |
| 1974           | Unió Soviètica                                          | SS             | 7  | — | — | — | 420  | 25  | —  | 3.57 |
| 1975           | Unió Soviètica                                          | WC             | 8  | — | — | — | 449  | 18  | —  | 2.41 |
| 1976           | Unió Soviètica                                          | Olimpiadas     | 4  | — | — | — | 240  | 10  | —  | 2.50 |
| 1976           | Unió Soviètica                                          | WC             | 10 | — | — | — | 577  | 19  | —  | 1.98 |
| 1976           | Unió Soviètica                                          | CC             | 5  | — | — | — | 300  | 14  | —  | 2.80 |
| 1977           | Unió Soviètica                                          | WC             | 9  | — | — | — | 482  | 17  | —  | 2.12 |
| 1978           | Unió Soviètica                                          | WC             | 8  | — | — | — | 480  | 21  | —  | 2.63 |
| 1979           | Unió Soviètica                                          | WC             | 7  | — | — | — | 407  | 12  | —  | 1.77 |
| 1980           | Unió Soviètica                                          | Olimpiadas     | 5  | — | — | — | 220  | 9   | —  | 2.45 |
| 1981           | Unió Soviètica                                          | WC             | 7  | — | — | — | 420  | 13  | —  | 1.86 |
| 1981           | Unió Soviètica                                          | CC             | 6  | — | — | — | 360  | 8   | —  | 1.33 |
| 1982           | Unió Soviètica                                          | WC             | 8  | — | — | — | 464  | 19  | —  | 2.46 |
| 1983           | Unió Soviètica                                          | WC             | 7  | — | — | — | 420  | 4   | —  | 0.57 |
| 1984           | Unió Soviètica                                          | Olimpiadas     | 6  | — | — | — | 360  | 4   | —  | 0.67 |
| total olímpico | total olímpico                                          | total olímpico | 19 | — | — | — | 1060 | 33  | —  | 1.87 |
| total WC       | total WC                                                | total WC       | 98 | — | — | — | 5445 | 174 | —  | 1.92 |

### Super Sèries
Les Super Sèries van ser jocs d'exhibició entre un Equip de NHL i Equips soviètics (generalment un club de la Lliga del Campionat soviètic). Tretiak va competir en tres.
| Año     | Equip          | Esdeveniment |   | GP | W | L | T   | MIN | GA   | GAA | SO |
| ------- | -------------- | ------------ | - | -- | - | - | --- | --- | ---- | --- | -- |
| 1975–76 | CSKA Moscow    | Super-S      | 4 | 2  | 1 | 1 | 240 | 12  | 3.00 | 0   |    |
| 1980    | CSKA Moscow    | Super-S      | 5 | 3  | 2 | 0 | 300 | 18  | 3.60 | 0   |    |
| 1983    | Unió Soviètica | Super-S      | 4 |    |   | 0 | 240 | 4   | 1.00 |     |    |